# Wydawnictwo SQN
Wydawnictwo SQN (Sine Qua Non – conditio sine qua non, dosł. „warunek, bez którego nie”, warunek konieczny) – polskie wydawnictwo literackie założone w 2010 roku w Krakowie. Jego właścicielami są Przemysław Romański, Łukasz Kuśnierz i Michał Rędziak.

## Nazwa
Litery SQN w nazwie wydawnictwa pochodzą od łacińskiego zwrotu conditio sine qua non, co można przetłumaczyć jako „warunek konieczny”. To właśnie czytanie, obcowanie z kulturą i bliskość słowa pisanego ma być „warunkiem koniecznym” dobrego, szczęśliwego życia, co wpisuje się w misję wydawnictwa, którą jest propagowanie czytelnictwa.

## Idea
Ideą, która przyświeca założycielom, było wydawanie książek „z pasją”. Tym, co pomaga rozwijać pasje i dzielić się nimi z innymi, jest książka. W oparciu o te założenia działa Sine Qua Non. Wśród pozycji, które ukazały się nakładem wydawnictwa, można znaleźć między innymi biografie sportowe i muzyczne, literaturę faktu, powieści. Do publikowanych autorów SQN, należą:
- Aneta Jadowska
- Jakub Małecki
- Marcin Mortka
- Jakub Ćwiek
- Tomasz Duszyński
- Samantha Shannon
- N. K. Jemisin
- Leszek Orłowski
- Luca Caioli
- Guillem Balague
- Roland Lazenby
- Agnieszka Hałas
- Marissa Meyer

## Historia
Wydawnictwo zostało założone w 2010 roku przez Przemysława Romańskiego i Łukasza Kuśnierza, którzy odeszli z firmy działającej w branży IT. Pierwszą książką wydaną pod szyldem SQN była powieść Bóg nas nienawidzi Hanka Moody’ego (inspirowana serialem Californication), która ukazała się w październiku 2010 roku. W grudniu tego samego roku do wydawnictwa dołączył trzeci z dzisiejszych właścicieli, Michał Rędziak, oraz ukazała się autobiografia piłkarza Barcelony Andrésa Iniesty Rok w raju, która okazała się komercyjnym sukcesem. Dzięki tym tytułom wydawnictwo mogło rozwijać się w pierwszych miesiącach działalności.
SQN stworzyło wraz z Fan Club Barça Polska projekt FCBooks.pl, wypuszczając na rynek kolejne książki dla fanów zespołu z Katalonii: FC Barcelona: Głos z szatni, autobiografię Xaviego Barςa moim życiem oraz pierwszą w Polsce biografię Leo Messiego Messi. Historia chłopca, który stał się legendą.
SQN od samego początku rozwijało ofertę książkową w oparciu o trzy segmenty: sport, szeroko rozumianą kulturę popularną oraz fantastykę.
Kolejny rok działalności to prężny rozwój wydawnictwa. Swoją pierwszą książkę w SQN wydał Jakub Ćwiek (Chłopcy), ukazały się kolejne piłkarskie premiery, m.in. pierwsza biografia Cristiano Ronaldo w Polsce (Obsesja doskonałości Luki Caiolego), a także publikacje o sportowcach innych dyscyplin: koszykówki (Shaq bez cenzury Shaquille'a O’Neala i Jackie MacMullan) i siatkówki (Anastasi. Krasnal, który stał się gigantem autorstwa Adelio Pistellego). Na rynek trafiły również książki muzyczne o zespole Queen (Queen. Nieznana historia), Amy Winehouse czy Iggym Popie, które zapoczątkowały serię muzycznych publikacji.
W 2016 roku założony został imprint SQN Imaginatio. Pod tym szyldem ukazują się książki fantastyczne. Zbiegło się to w czasie z pierwszą książką Anety Jadowskiej wydaną w SQN (Dziewczyna z Dzielnicy Cudów).
Pod koniec 2018 roku wydawnictwo przeniosło się do nowej siedziby przy ul. Huculskiej 17 w Krakowie, gdzie do dziś mieści się jego siedziba.

## SQN Originals
W 2019 roku wydawnictwo zapoczątkowało serię SQN Originals – limitowanych książek dostępnych wyłącznie w internetowych księgarniach wydawcy: LaBotiga.pl i SQNStore.pl. Pierwszą pozycją tego cyklu było specjalne wydanie powieści Jakuba Małeckiego Nikt nie idzie, z twardą oprawą, dodatkowymi elementami graficznymi na okładce, bonusowymi zdjęciami, pocztówką dołączaną do książki oraz rysunkiem i autografem pisarza.
Do tej pory w serii ukazało się ponad 50 tytułów – nie tylko specjalnych wydań, ale też nowych książek, jak cykl publikacji Remanent Jerzego Chromika czy Próby ognia i wody Anety Jadowskiej.
W cyklu SQN Originals od 2020 roku ukazują się również wznowienia oraz nowe tomy Magazynu Kopalnia. Sztuka futbolu założonego przez Piotra Żelaznego.

## Książki sportowe
Od początku działalności Wydawnictwo SQN wydało blisko 300 książek o tematyce sportowej. Niektóre z nich, jak Mike Tyson. Moja prawda Mike’a Tysona i Larry’ego Slomana, Michael Jordan. Życie Rolanda Lazenby’ego, Wójt. Jedziemy z frajerami! Całe moje życie Janusza Wójcika i Przemysława Ofiary, Dawid Janczyk. Moja spowiedź Dawida Janczyka i Piotra Dobrowolskiego czy Mecz to pretekst Anity Werner i Michała Kołodziejczyka należały do najlepiej sprzedających się książek w Polsce.
SQN jest największym wydawcą literatury sportowej w kraju, publikuje autobiografie i oficjalne autoryzowane biografie zagranicznych sportowców, takich jak Zlatan Ibrahimović, Leo Messi, Mike Tyson, Scottie Pippen, Thomas Morgenstern, Ronnie O’Sullivan czy Tyson Fury.
Oprócz tego nakładem krakowskiej firmy ukazały się książki legendarnych postaci polskiego sportu, takich jak Zbigniew Boniek, Otylia Jędrzejczak, Paweł Fajdek, Łukasz Kubot, Andrzej Strejlau, Kamil Glik, Marek Cieślak, Andrzej Niemczyk, Adam Wójcik czy Grzegorz Tkaczyk.
SQN było przez kilka lat partnerem klubu FC Barcelona, jest także jedynym wydawcą regularnie wypuszczającym na rynek pozycje koszykarskie dotyczące NBA. Publikuje też książki o innych dziedzinach sportu: rzucie młotem, pływaniu, snookerze, hokeju, kolarstwie, boksie, Formule 1 czy żużlu.

## SQN Imaginatio
Książki fantastyczne wydawnictwa ukazują się pod szyldem SQN Imaginatio. Do autorów tego gatunku, którzy swoje książki wydają w krakowskiej firmie, należą m.in. Aneta Jadowska, Marcin Mortka, Jakub Ćwiek, Magdalena Kubasiewicz, Milena Wójtowicz, Marysia Krasowska, Robert J. Szmidt.
Do najsłynniejszych zagranicznych autorów fantastycznych wydawnictwa należą Samantha Shannon, N.K. Jemisin czy Laini Taylor.

## Literatura piękna
W wydawnictwie swoje książki od 2016 roku publikuje Jakub Małecki, pisarz, który za powieść Ślady otrzymał nominację do Nagrody Literackiej Nike. W SQN książki wydają m.in. Paweł Radziszewski oraz Tomasz Maruszewski.

## Literatura faktu i reportaż
Od początku istnienia firma wydaje książki należące do literatury faktu. W przeszłości SQN koncentrował się głównie na biografiach, od kilku lat mocniej stawia na reportaż. Ma na koncie wydanie takich pozycji, jak O północy w Czarnobylu Adama Higginbothama, Mecz to pretekst Anity Werner i Michała Kołodziejczyka, Wielki Następca Anny Fifield czy Jedyny samolot na niebie Garretta M. Graffa. Osobną kategorią są tutaj książki o popkulturze: filmach, serialach, muzykach, do których zaliczają się np. Przyjaciele. Ten o najlepszym serialu na świecie Kelsey Miller czy Świat według Kiepskich. Zwariowana historia kultowego serialu Polsatu Jakuba Jabłonki i Pawła Łęczuka.

## Książki i poradniki biznesowe
Czy jesteś wystarczająco bystry, żeby pracować w Google? – to tytuł pierwszej książki o zabarwieniu biznesowym, która ukazała się nakładem SQN w 2013 roku. Kolejne to historie Marca Randolpha, założyciela serwisu Netflix (Netflix. To się nigdy nie uda), Boba Igera, CEO Disneya (Przejażdżka życia), poradniki poświęcone zarządzaniu (Ekstremalne przywództwo, Odważni wygrywają) czy książki poświęcone globalnym markom (Republika Samsunga, Od Z do A. Jak to zrobiliśmy? Tajniki, zasady i sekrety Amazona oraz Wojny biznesowe).

## Książki muzyczne
Pierwsza biografia muzyczna wydawnictwa ukazała się w 2012 roku. Była to książka Petera Hince’a Queen. Nieznana historia. W tym samym roku na półki w księgarniach nakładem SQN trafiły jeszcze biografie Iggy’ego Popa, Amy Winehouse oraz zespołu Pink Floyd. Dziś wydawnictwo ma na koncie kilkadziesiąt biografii poświęconych muzykom różnych gatunków. Wśród nich są oficjalne książki Marka Piekarczyka, Romana Kostrzewskiego, Herbiego Hancocka, Duffa McKagana z Guns N’ Roses, Briana Johnsona z AC/DC, Toma Jonesa, Bruce’a Dickinsona z Iron Maiden, zespołu Farben Lehre, Dave’a Mustaine’a z Megadeth, Lenny’ego Kravitza, Roba Halforda z Judas Priest oraz Flea z Red Hot Chili Peppers. W 2020 roku książką Sebastiana „Rahima” Salberta i Przemka Corso Rahim. Ludzie z tylnego siedzenia zapoczątkowana została seria książek dla fanów rapu, która doczekała się kontynuacji w kolejnym roku. Wydane zostały wtedy wspomnienia Krzysztofa Kozaka spisane przez Huberta Kęskę Za drinem drin, za kreską kreska. Perypetie hip-hopowej wytwórni RRX. Wydawnictwo ma w planach kolejne pozycje poświęcone rapowi, również zagranicznych artystów, oraz inne muzyczne publikacje.

## Bestsellery
W pierwszej dziesiątce najlepiej sprzedających się książek w historii wydawnictwa znajdują się takie publikacje, jak Przyjaciele. Ten o najlepszym serialu na świecie Kelsey Miller, Messi. Historia chłopca, który stał się legendą i Ronaldo. Obsesja doskonałości Luki Caiolego, Ja, Ibra Zlatana Ibrahimovicia i Davida Lagercrantza, Michael Jordan. Życie Rolanda Lazenby’ego, Mike Tyson. Moja prawda Mike’a Tysona i Larry’ego Slomana, Wójt. Jedziemy z frajerami Janusza Wójcika i Przemysława Ofiary, Rzeczowo o modzie męskiej Michała Kędziory, Anatomia Góry Rafała Froni, Zakon drzewa pomarańczy Samanthy Shannon, O północy w Czarnobylu Adama Higginbothama oraz Cud, Miód, Malina Anety Jadowskiej.